# I. e. 330-as évek
Évszázadok: i. e. 5. század – i. e. 4. század – i. e. 3. század
Évtizedek: i. e. 380-as évek – i. e. 370-es évek – i. e. 360-as évek – i. e. 350-es évek – i. e. 340-es évek – i. e. 330-as évek – i. e. 320-as évek – i. e. 310-es évek – i. e. 300-as évek – i. e. 290-es évek – i. e. 280-as évek
Évek: i. e. 339 – i. e. 338 – i. e. 337 – i. e. 336 – i. e. 335 – i. e. 334 – i. e. 333 – i. e. 332 – i. e. 331 – i. e. 330